# Kanton Argenteuil-Ouest
Kanton Argenteuil-Ouest (fr. Canton d'Argenteuil-Ouest) byl francouzský kanton v departementu Val-d'Oise v regionu Île-de-France. Tvořila ho pouze západní část města Argenteuil. Zrušen byl po reformě kantonů 2014.